# Aura Cristina Geithner
Aura Cristina Geithner (ur. 9 marca 1967) – kolumbijska i meksykańska aktorka oraz wokalistka i modelka.

## Wybrana filmografia
- 2014: Twoja na zawsze jako Angustias Molina Vda. de Hernández (matka Irán)
- 2005: Hacjenda La Tormenta jako Bernarda Ayala
- 2004-2005: Dziedzictwo Luny jako Daniela Lombardo Alonso

## Nagrody

### Premios TVyNovelas (Kolumbia)
| Rok  | Kategoria                                | Telenowela                | Wynik     |
| ---- | ---------------------------------------- | ------------------------- | --------- |
| 1996 | Najlepsza protagonistka                  | Eternamente Manuela       | Wygrana   |
| 1994 | Najlepsza protagonistka                  | La potra zaina            | Wygrana   |
| 1993 | Najlepsza protagonistka                  | Sangre de lobos           | Wygrana   |
| 1992 | Najlepsza aktorka / Najlepsze objawienie | La casa de las dos palmas | Nominacja |